# Robert Carlsson (ishockeyspelare, född 1974)
Robert Carlsson, född 2 juli 1974 i Uppsala, är en svensk före detta ishockeyspelare (forward) som spelade i Elitserien för Timrå IK mellan 1997 och 2008. Han spelade tidigare för moderklubben Almtuna IS. Han har spelat fem landskamper med Tre Kronor. 
Carlsson spelade i Timrå IK från och med säsongen 1997/1998 och var således med och förde upp laget till elitserien 2000. Säsongen 2007/2008 blev hans sista säsong. Under perioden i Timrå hann han med att spela näst flest matcher (efter Per Hallin) genom tiderna (563). Efter avslutad karriär har Carlsson haft ledarroller i Timrå IK, bland annat som biträdande sportchef. Parallellt med ishockeyn arbetar Carlsson på fastighetsbolaget Norrporten. 

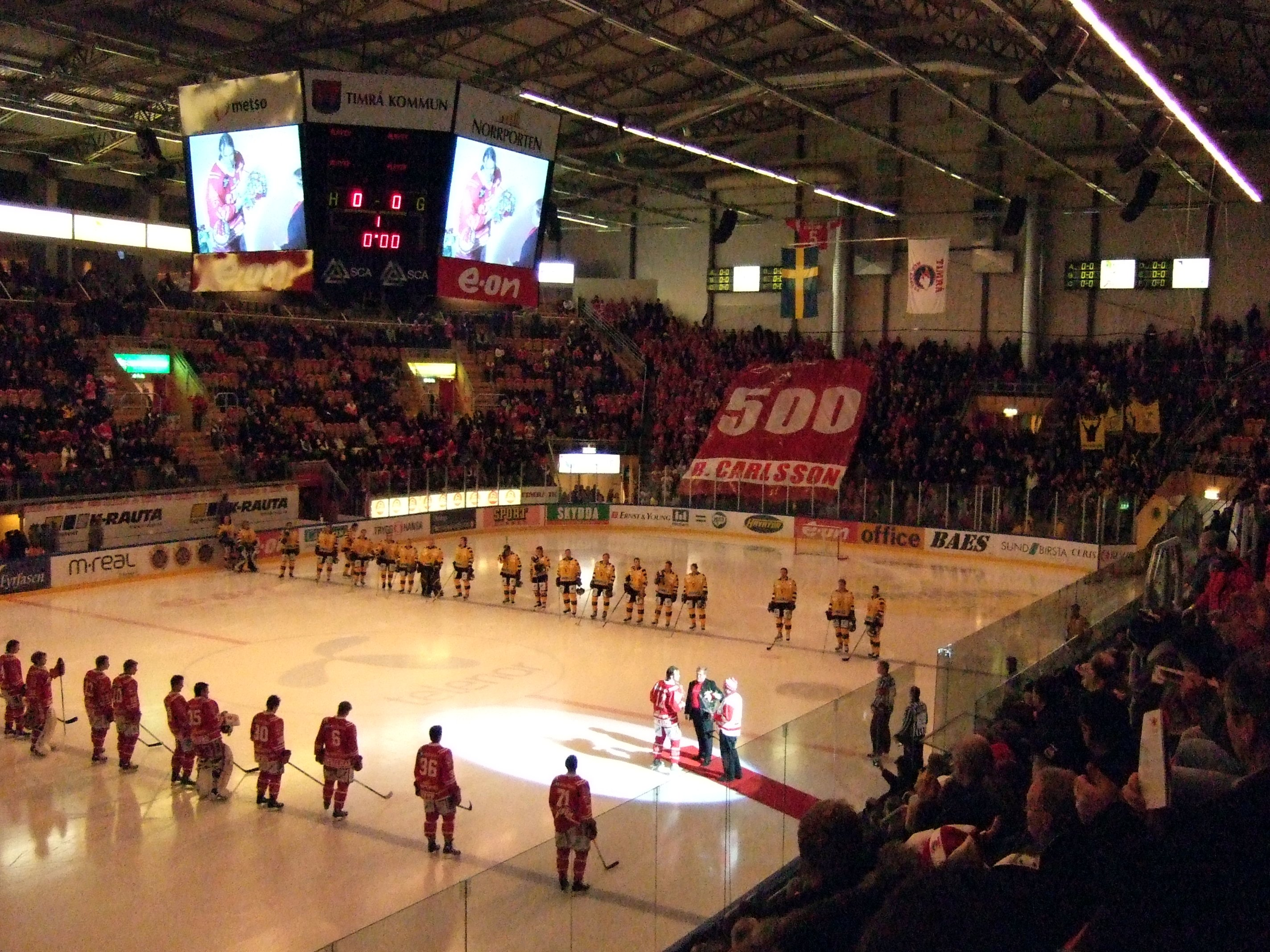
Robert Carlssons 500:e match i Timrå.